# SN 2006mn
SN 2006mn – supernowa typu Ia odkryta 23 października 2006 roku w galaktyce A010748-0006. Jej maksymalna jasność wynosiła 23,04m.